# Boguchwała
Boguchwała este un oraș în Polonia.